# Erebochlora ochreiplaga
Erebochlora ochreiplaga là một loài bướm đêm trong họ Geometridae.